# Lopatino (Pensa, Lopatinski)
Lopatino (russisch Лопа́тино) ist ein Dorf (selo) in der Oblast Pensa in Russland mit 4392 Einwohnern (Stand 14. Oktober 2010).

## Geographie

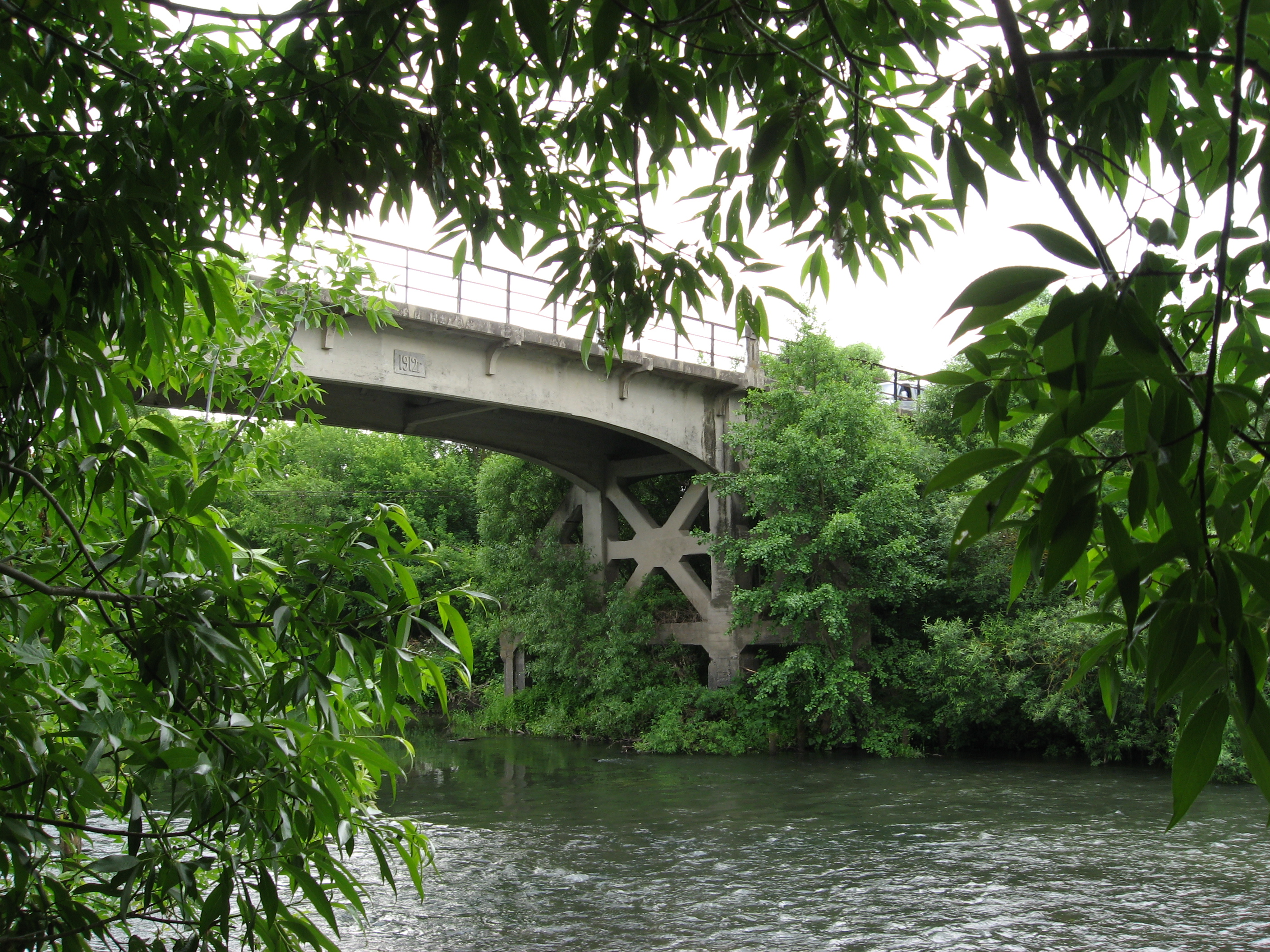
Alte Brücke über die Usa, erbaut 1912

Der Ort liegt auf der Wolgaplatte gut 80 km Luftlinie südöstlich des Oblastverwaltungszentrums Pensa. Es befindet sich am linken Ufer des linken Sura-Nebenflusses Usa.
Lopatino ist Verwaltungszentrum des Rajons Lopatinski sowie Sitz der Landgemeinde (selskoje posselenije) Lopatinski selsowet, zu der außerdem die sechs Dörfer Bolschaja Bagrejewka, Budjonnowka, Dym-Tschardym (entsprechend 9, 14 und 12 km westlich), Generalschtschino, Jelschanka und Nikolajewka (entsprechend 11, 4 und 3 km südöstlich) sowie die drei Siedlungen (possjolok) Borez (nördlich anschließend am anderen Flussufer), Majak (4 km nordöstlich) und Wladimirski (9 km westlich) gehören.

## Geschichte
Das Dorf entstand etwa 1717/1718 und war bereits 1730 in einer Landkarte der Region als bedeutende Ortschaft verzeichnet. Eine frühe Alternativbezeichnung als Nowo-Lopatino („Neu-Lopatino“) deutet darauf hin, dass es von Umsiedlern aus einem der größeren Anzahl anderer Dörfer dieses Namens gegründet wurde, vermutlich aus dem etwa 50 km nördlich gelegenen Lopatino bei Gorodischtsche. Bis gegen Ende des 19. Jahrhunderts war als weitere Bezeichnung Nikolskoje nach dem Namen der Dorfkirche in Gebrauch.
Ab 1780 gehörte Lopatino zum Ujesd Petrowsk der Statthalterschaft Saratow, von Dezember 1796 bis März 1797 kurzzeitig zum dann vorübergehend wieder aufgelösten Gouvernement Pensa und danach zum Gouvernement Saratow. In den 1870er-Jahren wurde es Sitz einer Wolost. Am 23. Juli 1928 wurde Lopatino Verwaltungssitz eines aus der vergrößerten Wolost neu geschaffenen Rajons. Dieser war von 1963 bis 1965 zwischenzeitlich aufgelöst, und sein Territorium dem Schemyscheiski rajon angegliedert.

### Bevölkerungsentwicklung
| Jahr | Einwohner |
| ---- | --------- |
| 1897 | 2398      |
| 1939 | 2431      |
| 1959 | 2230      |
| 1970 | 2222      |
| 1979 | 3441      |
| 1989 | 4759      |
| 2002 | 4376      |
| 2010 | 4392      |

Anmerkung: Volkszählungsdaten

## Verkehr
Durch Lopatino führt die Regionalstraße (auf ihrem Abschnitt im Lopatinski rajon als 58K-160 bezeichnet), die gut 50 km nördlich in Nischnjaja Jeljusan an der föderalen Fernstraße M5 Ural beginnt, durch das nordöstlich benachbarte Rajonverwaltungszentrum Russki Kameschkir und weiter nach Petrowsk in der Oblast Saratow führt, wo sie föderale Fernstraße R158 von Nischni Nowgorod – Saransk – Pensa – Saratow erreicht. In nordwestlicher Richtung besteht über das benachbarte Rajonzentrum Schemyscheika Verbindung ins Oblastzentrum Pensa (im Rajon als 58K-342); nach Westen führt die 58N-158 ebenfalls zur R158 und weiter als 58К-181 ins benachbarte Rajonzentrum Malaja Serdoba.
Die nächstgelegene Bahnstation befindet sich gut 40 km südwestlich in Petrowsk an der Strecke Atkarsk – Sennaja.